# Santuario di San Pantaleone
Il santuario di San Pantaleone è un luogo di culto cattolico dalle forme neoclassiche, situato nelle vicinanze del castello a monte dell'abitato di Borgo, frazione di Montoro, nella provincia di Avellino.

## Storia
Il luogo di culto originario fu edificato in epoca medievale; la più antica testimonianza della sua esistenza risale al 1282, quando fu citato in alcuni documenti in seguito raccolti nell'Archivio storico di Montevergine.
Entro il 1480 la chiesa fu elevata a sede parrocchiale autonoma.
Nei secoli successivi l'edificio cadde in degrado, tanto da risultare in rovina nel 1712. Nel 1843 anche la parrocchia fu soppressa e unita a quella di San Leucio, con sede nella parrocchiale del borgo.
Dopo la prima guerra mondiale fu decisa la costruzione di un grande santuario, che fu completato nelle strutture prima dello scoppio del secondo conflitto mondiale; gli interni furono riccamente decorati nel 1950, quando furono anche eseguiti lavori di risistemazione del presbiterio e di restauro degli esterni.
Nel 1986 nella chiesa furono traslate alcune reliquie di san Pantaleone, donate dalla sede apostolica arcivescovo metropolita di Benevento.

## Descrizione
La chiesa si sviluppa su un impianto a navata unica, con ingresso a nord-ovest e presbiterio absidato a sud-est.
La simmetrica facciata a capanna, interamente intonacata, è preceduta da un portico a tre arcate a tutto sesto rette da colonne doriche, coronato da un frontone triangolare; al centro si apre l'ampio portale d'ingresso ad arco ribassato, delimitato da una cornice modanata, mentre superiormente è collocato un finestrone dalle forme analoghe; in sommità si staglia, sostenuto da due lesene alle estremità, un frontone triangolare, contenente un oculo nel mezzo.
Sulla sinistra, separato dalla chiesa, si erge su tre ordini in posizione sopraelevata il campanile, parzialmente rivestito in pietra.
All'interno la navata, coperta da un soffitto piano decorato a cassettoni, è scandita lateralmente da una serie di lesene, a sostegno del cornicione perimetrale. Il presbiterio, leggermente sopraelevato, è preceduto dall'arco trionfale; l'ambiente absidato, coronato dal catino emisferico, accoglie l'altare maggiore metallico a mensa, aggiunto intorno al 1985.
La chiesa conserva alcune opere di pregio, tra cui le tardo-ottocentesche tappe della Via del calvario di San Pantaleone e la statua di San Pantaleone, donata nel 1904 da Stanislao Ricciardelli.